# Космос-2282
Космос-2282 је један од преко 2400 совјетских вјештачких сателита лансираних у оквиру програма Космос.
Космос-2282 је лансиран са космодрома Тјуратам, Бајконур, Казахстан, 6. јула 1994. Ракета-носач Протон је поставила сателит у орбиту око планете Земље. 